# Ammerschwihr
Ammerschwihr là một xã thuộc tỉnh Haut-Rhin trong vùng Grand Est, đồng bắc Pháp. Xã này có diện tích 19,66 km², dân số năm 1999 là 1938 người. Khu vực này có độ cao trung bình 240 mét trên mực nước biển.

## Dân số
- 1836: 2000
- 1962: 1341
- 1968: 1405
- 1975: 1448
- 1982: 1566
- 1990: 1869
- 1999: 1892
- 2006: 1938